# データインダストリエ
データインダストリエ（Dataindustrier AB又はDIAB）はスウェーデンのコンピュータの設計、製造業者である。ラース・カールソン（Lars Karlsson）が1970年に設立し1970年代から1990年代にかけて活動していた。

## 概要
データインダストリエ社の最初の製品はデータボード 4680（Data Board 4680）という名称の特製バスを中心にしたボード・コンピュータであった。この製品はDIAB社のコンピュータのほぼ全てがそうなるように、スウェーデンの幾つかの産業で自動制御用に使用された。DIAB社は、ルクソール社で製造されたスウェーデンで最初のホームコンピュータのABC 80の設計をしたことで最も良く知られる。
データインダストリエ社はルクソール社の全てのABC-モデル（ABC 800、ABC 1600、ABC 9000）を開発した。その後ABC 9000をDIAB DS-90という自社ブランドに仕立て直し、AT&TのVersion 5 UNIXのライセンスを受けたコードを使用したUNIX互換機シリーズを開発したがカーネルにはDNIXというブランド名を冠した特徴ある自社製のものを使用していた。DIAB社はルクソール社以外にもOEM供給を続け、おそらく最も有名なのはクロメンコ社から供給された全てのUNIXサーバ製品であった。
DIAB社のトーマス・エヴェンセン（Tomas Evensen）が開発したコンパイラ技術はウインドリバー・システムズ社により買い取られ"ウインド・リバー・コンパイラ（Wind River Compiler）"と改称された。ウインド・リバー・コンパイラに関する情報は下記で参照することができる。
- ウインド・リバー・コンパイラ製品サイト（Wind River Compiler product home page （英語））

UNIXコンピュータのサポート業務と顧客は1990年にブル・コンピュータ（Bull Computer）に譲渡され、DIAB社の歴史は終わった。

## 製品ライン

### ボード・コンピュータ
- 1974年：Data Board 4680 - 数字はこのシステムのバスに使用できる3つのマイクロプロセッサの名称を縮めたもの：インテル 4004、モトローラ 6800、ザイログ Z80。最終的にこの製品にはザイログ Z80のみが使用された。

### ホーム、オフィス・コンピュータ
- 1977年：7S "Seven S" - モノクロ・ディスプレイとData Board 4680バスとザイログ Z80プロセッサで構成されたコンピュータの組み合わせたもの。
- 1978年：ABC 80 - ザイログ Z80プロセッサを搭載したモノクロ・ディスプレイのホームコンピュータ。
- 1983年：ABC 800 - ザイログ Z80プロセッサと32 KB RAMを搭載したカラー・ディスプレイの拡張型オフィス、ホームコンピュータ。
- 1983年：ABC 802 -  64 KB RAM中の32 KBをRAMディスクに使用した ABC 800の派生モデル
- 1983年：ABC 806 -  160 KB RAM中の128 KBをRAMディスクに使用した ABC 800の派生モデル

### UNIX コンピュータ
- 1985年：ABC 1600 - ABCenixで動作するパーソナルコンピュータ
- 1985年：ABC 9000 - DNIXで動作する化粧換えしたDS90
- 1985年：DS90-ラインの始まり
  - DS90-00, DS90-10, DS90-11 - 端末経由での使用を前提にしたモトローラ 68010-ベースのUNIX サーバ
  - DS90-20, DS90-21 - 4連のモトローラ 68020-ベースのコンピュータ
  - DS90-30, DS90-30S, DS90-31 - 2連のモトローラ 68030-ベースのコンピュータ
  - DS101 - 有名なポップアーティストのリチャード・ハミルトンが外装をデザインした実質DS90-31
  - DS90-41, DS90-45, DS90-47 - モトローラ 68040-ベースのコンピュータ
- DIAB ライン, 実質的にはこれらの一部はDSnn-コンピュータのリブランド品：
  - DIAB2320, DIAB2340 - モトローラ 68030-ベースのDS90-31の後継機
  - DIAB2420, DIAB2440, DIAB2450 - モトローラ 68040-ベースのDS90-47の後継機
  - DIAB9030, DIAB9031 - 更に後の仕様不明のコンピュータ
- DIAB UNIX コンピュータをベースにしたOEM製品：
  - Dynatech Computer Systems (Cromemco) DCS-1/200：DS90-30-ベース、これらに使用されたUNIX派生の Cromix はDNIXの単なるリブランド
  - Dynatech Computer Systems (Cromemco) DCS-1/300：DS90-31-ベース
  - Dynatech Computer Systems (Cromemco) DCS-1/400
  - Dynatech Computer Systems (Cromemco) DCS-4/300：DIAB2450-ベース
  - Dynatech Computer Systems (Cromemco) DCS-4/400：DS90-41-ベース
  - Ohio Scientific - この会社はDS90-00ベースのOEM製ハードウェアを持っていた1社として知られるが、モデル名は不明
  - Norsk Data - 同様に詳細不明のDS90-00のOEM製品
  - ISC Systems Corporation DNP-10：DS90-10-ベース